# 磐梯町

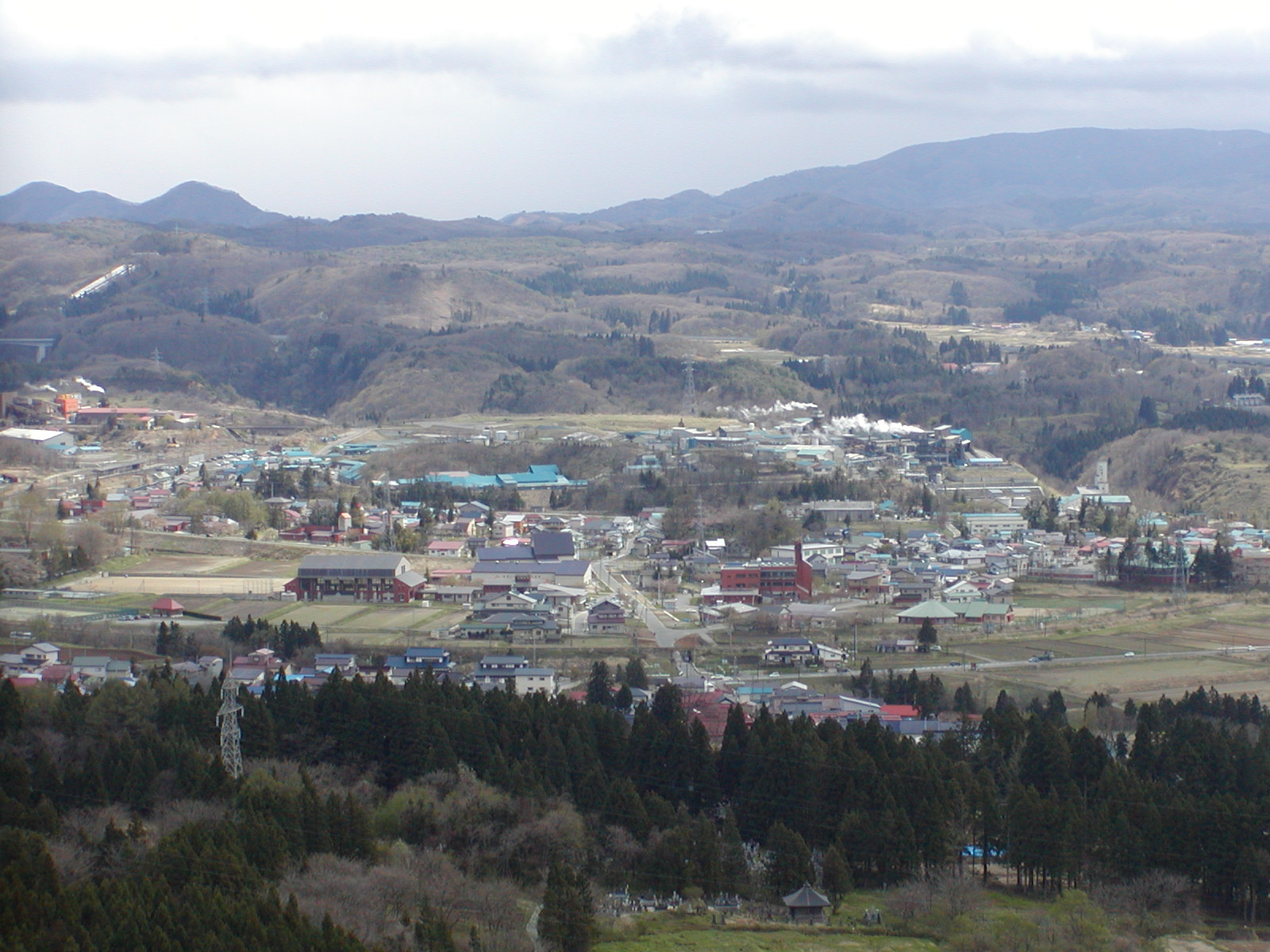
磐梯町

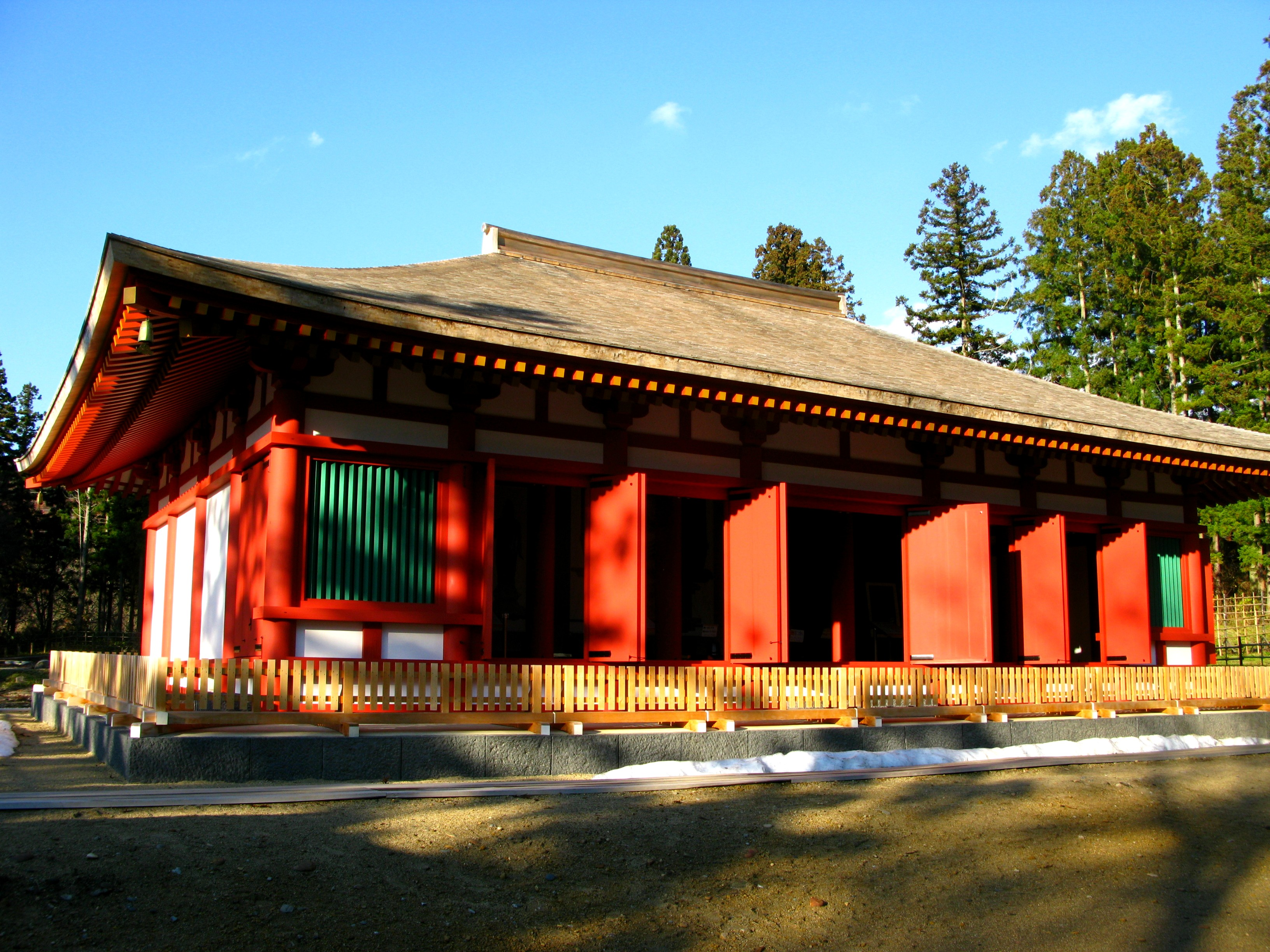
慧日寺金堂

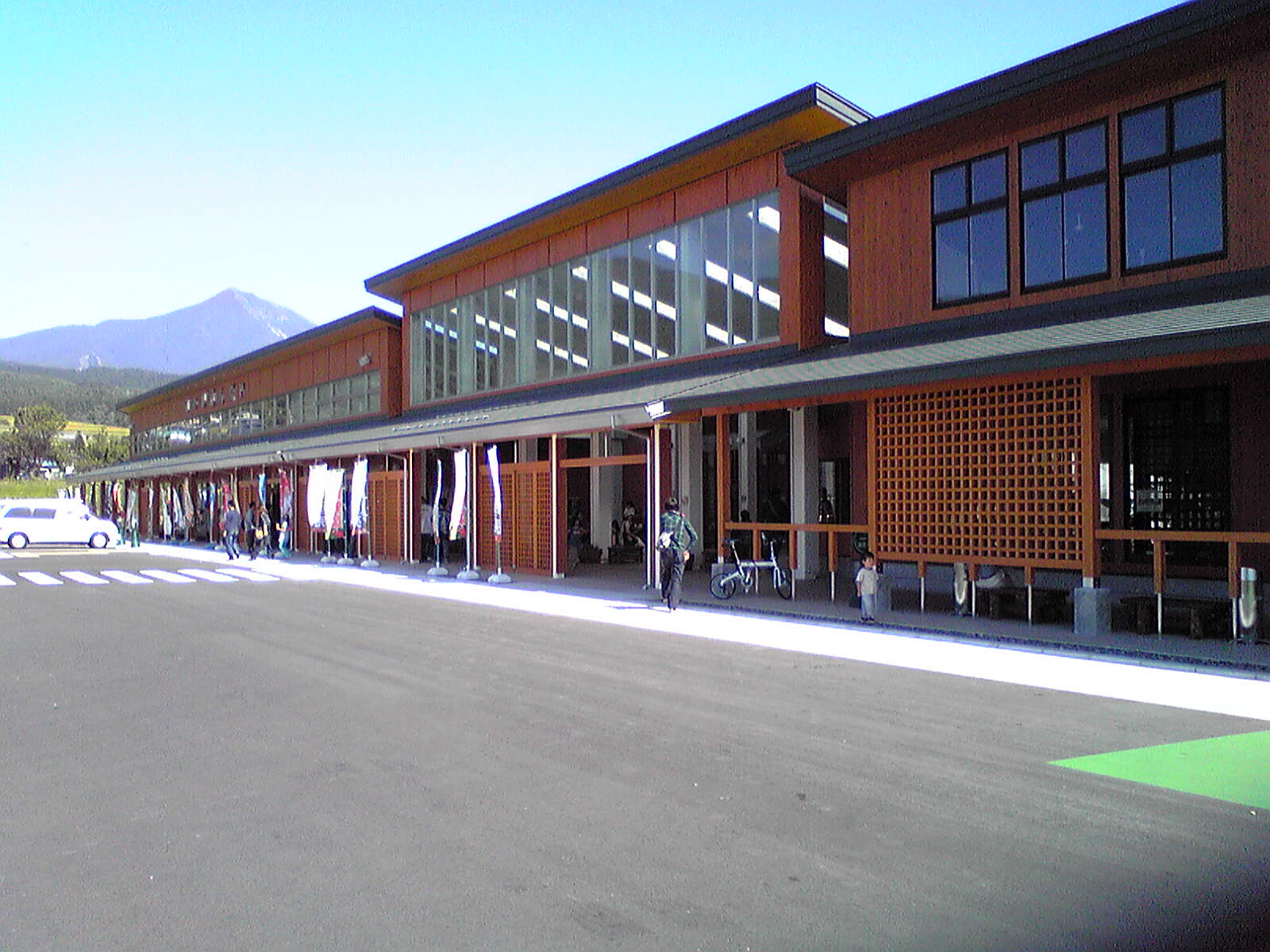
道の駅ばんだい

磐梯町（ばんだいまち）は、福島県会津地方中部に位置し、耶麻郡に属する町。

## 地理
- 山 ：磐梯山、猫魔ヶ岳、古城ヶ峰
- 河川：大谷川、日橋川

町内の最高点は磐梯山の山頂で標高1816m、最低点は会津盆地の一端で標高200mである。町域は磐梯山および猫魔ヶ岳の山麓の南斜面に位置している。平坦地はほとんど無いが、日射や湧水に恵まれ稲作には適している。
磐梯町駅周辺の中心市街地は慧日寺の門前町を起源とし、古くから大寺（おおてら）という地名で呼ばれていた。今日、この地区の大字名は「磐梯」であるが、「大寺」という通称で呼ばれることが多い。また、磐梯町駅は1965年までは大寺駅という名称であった。

### 隣接する自治体
- 喜多方市
- 会津若松市
- 耶麻郡北塩原村
- 耶麻郡猪苗代町

## 歴史
磐梯町は古くから磐梯山にまつわる山岳信仰の地であったらしい。807年（大同2年）、法相宗の僧徳一がこの地に下り、慧日寺を開基する。徳一は東大寺と興福寺に学び、空海や最澄とも論争した高僧であったのだが、都の暮らしを嫌ったとも、民衆への布教を志したとも言われる。
慧日寺は平安時代の末期には寺僧300、僧兵3,000、寺領18万石という大寺院に発展し、会津一円を支配していた。治承・寿永の乱では平氏方に味方するが、1181年（養和元年）、僧兵の頭である淨丹坊の率いる僧兵3,000は、城助職と共に横田河原の戦いで木曾義仲と戦って敗れる。以後会津地方の支配権は蘆名氏など鎌倉系の武士団の手に移り、慧日寺は衰退していく。1589年（天正17年）には蘆名義広と伊達政宗が戦った摺上原の戦いの兵火を受け、堂塔伽藍のほとんどが焼失した。
江戸時代には会津藩領となる。明治維新を経て、1889年（明治22年）の町村制の際磐梯村が誕生。
1914年（大正3年）、日橋川の急流を活用した猪苗代第一発電所が完成し、東京まで200キロメートル超の長距離送電を開始する。この発電所は当時世界第3位の規模を誇っていた。またこの電力を利用して1916年（大正5年）に高田商会の大寺製錬所が開業し、亜鉛、カドミウムの精錬などの事業を行う。高田商会は昭和恐慌の際に破綻し、精錬所は日本曹達（日曹）が経営権を取得した。太平洋戦争中には、これらの産業施設を空襲から守るため、町内に高射砲陣地が設置されていた。
1960年（昭和35年）、磐梯村から磐梯町となるが、発電所の無人化や日本曹達の合理化により、人口も減少してゆく。1970年（昭和45年）には日曹金属会津工場が排出していた煤煙に起因するカドミウム公害問題が顕在化。コメや野菜から基準値を上回る値が検出されたことから、同年11月9日、厚生省は磐梯町をカドミウム汚染の要観察地域に指定した。
1987年（昭和62年）、総合保養地域整備法（リゾート法）が制定され、翌年、第1回の認定地域となる。折からのバブル景気の波に乗って磐梯リゾート開発株式会社が設立され、アルツ磐梯スキー場やゴルフ場、ホテルなどの大規模開発が行われたが、バブル崩壊とともに不況に陥り、同社は2002年（平成14年）に民事再生法の適用を申請した。このとき住友信託銀行の貸付金795億円が不良債権となっている。

### 行政区域の変遷
- 1889年（明治22年）4月1日 - 町村制施行により、耶麻郡赤枝村・大谷村・更科村・磐梯村の区域をもって磐梯村が成立[3]。
- 1960年（昭和35年）4月1日 - 町制を施行し、磐梯町となる。

## 人口
| 磐梯町（に相当する地域）の人口の推移 \| 1970年（昭和45年） \| 5,263人 \| \| \| 1975年（昭和50年） \| 4,769人 \| \| \| 1980年（昭和55年） \| 4,501人 \| \| \| 1985年（昭和60年） \| 4,391人 \| \| \| 1990年（平成2年） \| 4,338人 \| \| \| 1995年（平成7年） \| 4,357人 \| \| \| 2000年（平成12年） \| 4,109人 \| \| \| 2005年（平成17年） \| 3,951人 \| \| \| 2010年（平成22年） \| 3,761人 \| \| \| 2015年（平成27年） \| 3,579人 \| \| \| 2020年（令和2年） \| 3,322人 \| \| |         |  |
| 総務省統計局 国勢調査より |         |  |
| 1970年（昭和45年） | 5,263人 |  |
| 1975年（昭和50年） | 4,769人 |  |
| 1980年（昭和55年） | 4,501人 |  |
| 1985年（昭和60年） | 4,391人 |  |
| 1990年（平成2年） | 4,338人 |  |
| 1995年（平成7年） | 4,357人 |  |
| 2000年（平成12年） | 4,109人 |  |
| 2005年（平成17年） | 3,951人 |  |
| 2010年（平成22年） | 3,761人 |  |
| 2015年（平成27年） | 3,579人 |  |
| 2020年（令和2年） | 3,322人 |  |

## 姉妹都市・友好都市

### 海外
- オリバー市（英語版）（カナダ・ブリティッシュコロンビア州）
1988年（昭和63年）姉妹都市提携。

## 産業
町内には上記の日曹のほか、シグマ会津工場などの精密機械工業等が立地し、工業の町という性格が色濃い。2002年（平成14年）の製造品出荷額は189億円である。人口1人当たりの出荷額は481万円で、県平均（260万円）の2倍近くに達している。
一方で町内には大規模な商業施設は存在しない。2002年の年間商品販売額は14億円、人口1人当たりでは35万円に過ぎず、県平均（224万円）を大きく下回っている。

## 郵便
- 磐梯郵便局

## 教育

### 小学校
- 磐梯町立磐梯第一小学校
- 磐梯町立磐梯第二小学校

### 中学校
- 磐梯町立磐梯中学校

## 交通

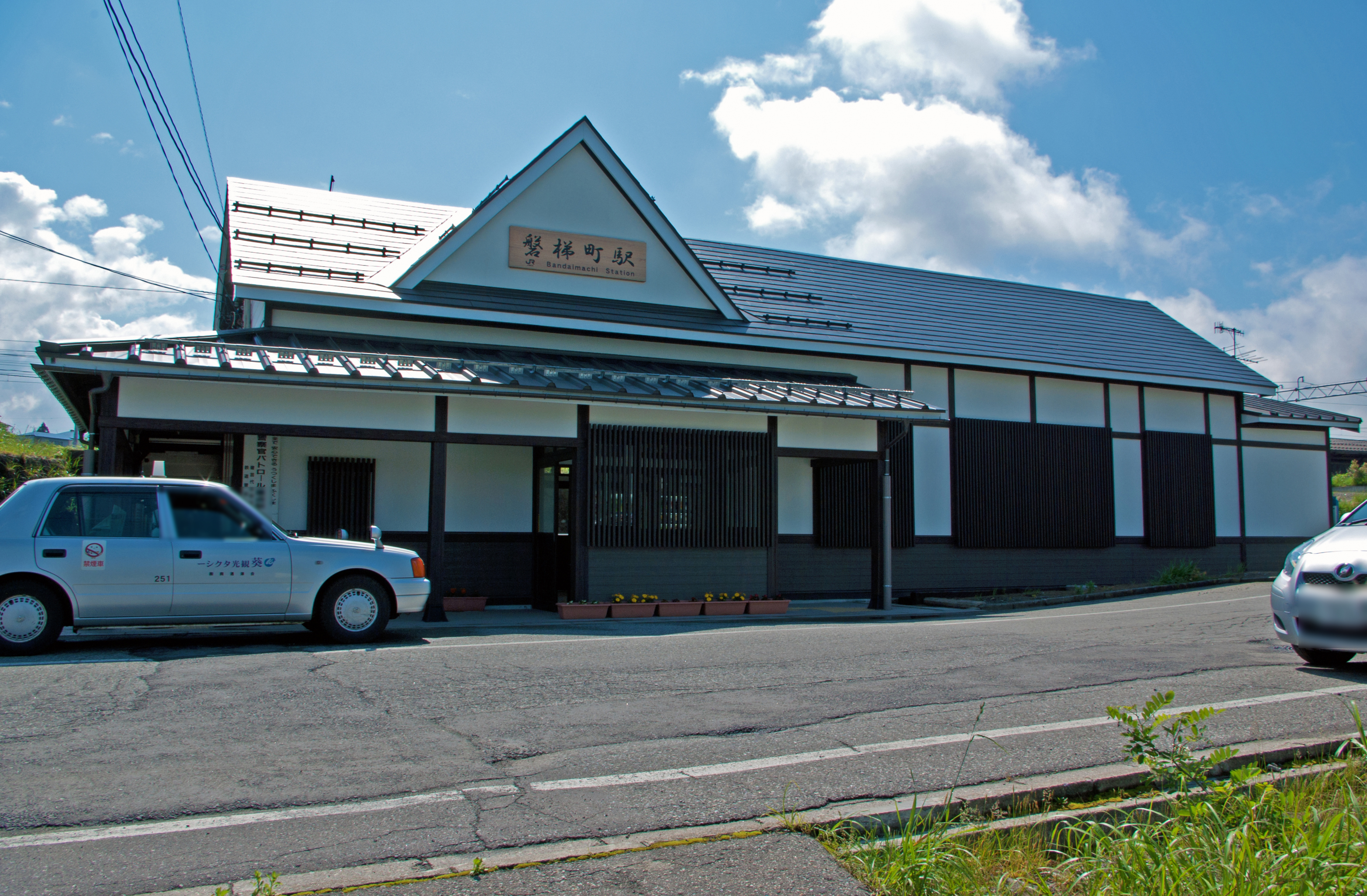
磐梯町駅

### 鉄道
町内を磐越西線が東西に走り、町内には磐梯町駅がある。線路は町役場などに近い場所も走るが駅は役場からおよそ750メートルほどの位置にある。
東日本旅客鉄道（JR東日本）
- 磐越西線：磐梯町駅

### バス
- 町内生活福祉バス
- 磐梯東都バス

### 道路
町域を磐越自動車道が横断し、磐梯山サービスエリアが町内にある。町内にインターチェンジは存在しないが、磐梯河東インターチェンジが至近の位置にある。また磐梯山有料道路（磐梯山ゴールドライン）が磐梯町を起点としている。
主要地方道
- - 福島県道7号猪苗代塩川線
  - 福島県道64号会津若松裏磐梯線

一般県道
- - 福島県道207号磐梯町停車場線
  - 福島県道337号喜多方河東線

道の駅
- - ばんだい

## 名所・旧跡・観光スポット・祭事・催事

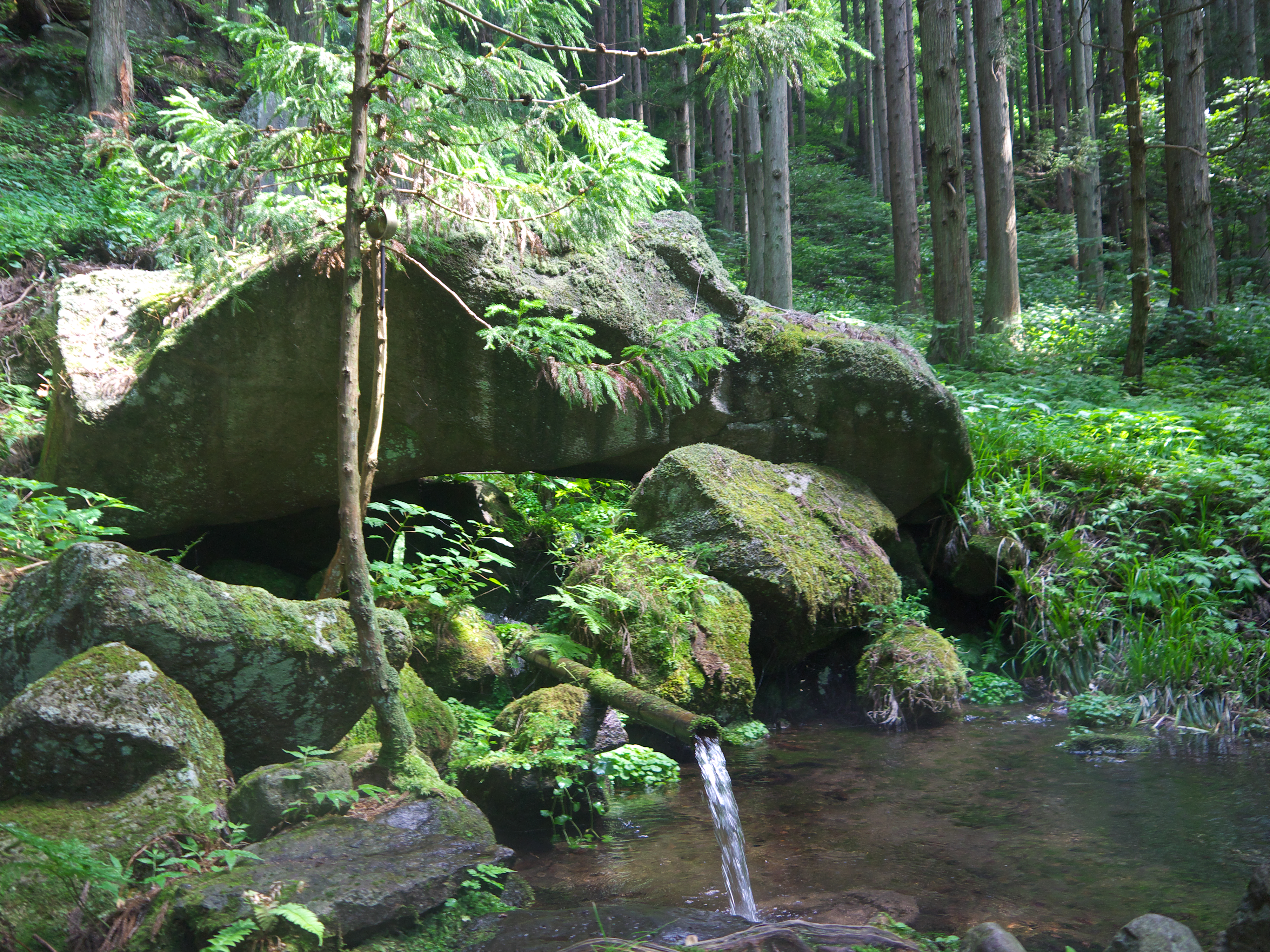
龍ヶ沢湧水（磐梯西山麓湧水群）

- 磐梯山
- 慧日寺跡（現在は恵日寺）
- 磐梯山有料道路（磐梯山ゴールドライン）
- アルツ磐梯スキー場
- 磐梯西山麓湧水群（名水百選）

## 施設
- オープス磐梯